# Acacia albicorticata
Acacia albicorticata é uma espécie de legume da família das Leguminosae.
Pode ser encontrada nos seguintes países:  Argentina e Bolívia.
Está ameaçada por perda de habitat.